# Ми, Маргарет
Маргарет Урсула Ми (англ.  Margaret Ursula Mee, урождённая Браун; 22 мая 1909 — 30 ноября 1988) — британская художница, специализировавшаяся в изображении растений дождевых лесов Амазонии. Она стала одним из первых защитников окружающей среды, привлекших общественное внимание к крупномасштабной добыче полезных ископаемых и вырубке деревьев в Амазонской низменности.

## Ранние годы
Маргарет Урсула Браун родтилась в Уайтхтилле, Чешэм, Англия, в 1909 году. Училась в Школе грамматики доктора Коллонера в Амершэме, затем поступила в Школу искусств, наук и торговли в Уотфорде. После непродолжительного обучения в Ливерпуле Маргарет решает продолжить образование за границей.
В 1933 году Маргарет была в Берлине и стала свидетельницей поджога Рейхстага, а затем бойкота евреями немецких товаров. Это укрепило её левые взгляды. Во время Второй мировой войны Маргарет работала в Хатфилде в качестве чертёжницы на авиационной фабрике дэ Хэвиленда.

## Личная жизнь
Дважды была замужем. Первый муж — Реджинальд Брюс Бартлетт (англ. Reginald Bruce Bartlett), брак заключён в январе 1936 года. Вслед за мужем, Маргарет стала активным участником профсоюзного движения и вступила в Коммунистическую партию Великобритании. В 1937 году участвовала в Конгрессе профсоюзов, где предложила увеличить возраст окончания обучения в школе. После этого получила предложение работы от Эрнеста Бевина, но отклонила его.
Брак с Бартлеттом был неудачным, и после долгого времени раздельного проживания пара развелась в 1943 году.
В начале 1950-х годов Маргарет вышла замуж за Гревилла Ми, с которым она вместе училась в Школе искусств святого Мартина в Лондоне.

## Карьера художницы
После войны Маргарет поступила в Школу искусств святого Мартина. В 1950 году она стала студенткой Кембервельской школы искуссты и ремёсел, где выработала собственный стиль рисунка и получила национальный диплом в изобразительном искусстве и дизайне в 1950 году.
В 1952 году Маргарет Ми вместе с мужем переезжают в Бразилию к её сестре, чтобы преподавать в школе Сан-Паулу. В 1956 году она впервые отправляется в экспедицию в Амазонскую низменность, в Белен. Затем в 1958 году Ми поступает на работу в качестве ботанического художника в Институт ботаники Сан-Паулу, исследуя дождевые леса и в особенности с 1964 года — штат Амазонас. Она делает зарисовки растений, в том числе неизвестные науке, а также собирает коллекцию растений для будущих иллюстраций. Работы Ми составили 400 фолио рисунков гуашью, 40 тетрадей зарисовок и 15 дневников. В 1967 году Маргарет Ми стала первой женщиной, совершившей восхождение с южной стороны на Серро-де-ла-Неблина — высочайшую вершину Бразилии.
1964 году Маргарет Ми посещает Вашингтон, а затем в 1968 совершает краткосрочную поездку в Англию для участия в выставке своих работ и издании книги Flowers of the Brazilian Forests. После этого она возвращается в Бразилию и принимает участие в акциях протеста, призванных привлечь внимание к вырубке лесов в Амазонии.

## Гибель
Ми погибла в дорожно-транспортном происшествии в Сигрейве, графство Лестершир, Англия, 30 ноября 1988 года. На момент смерти ей было 79 лет. В январе 1989 памятная встреча в её честь прошла в Садах Кью.

## Признание и награды

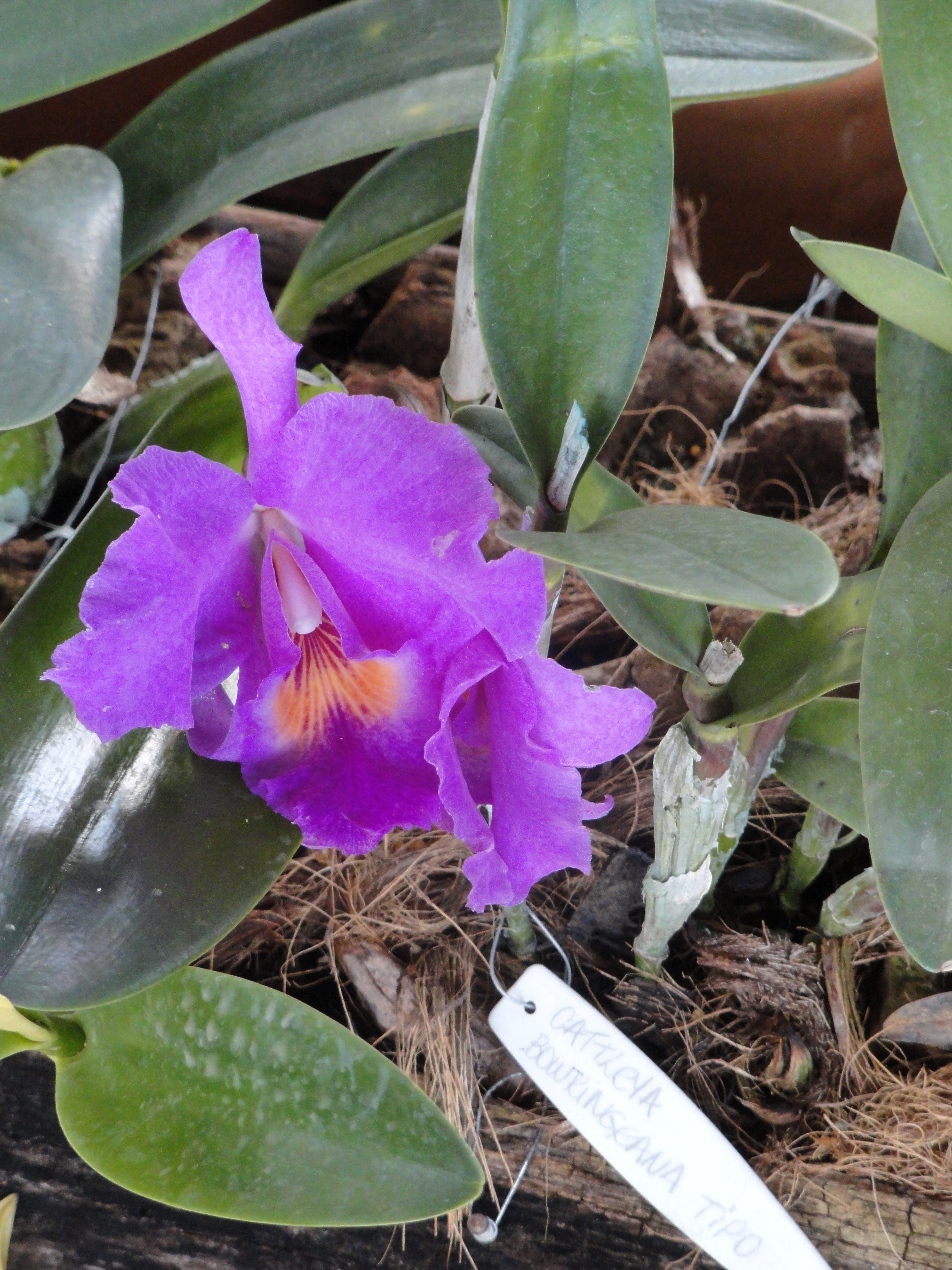
Guarianthe bowringiana в питомнике имени Маргарет Ми в Бразилиа

В 1976 году Маргарет Ми была удостоена Ордена Британской империи за вклад в бразильскую ботанику. В 1986 её приняли в члены Линнеевского общества. В бразилии её работа отмечена званием почётного гражданина города Рио-де-Жанейро в 1975 году и Орденом Южного Креста в 1979 году. В честь неё после смерти был учреждён Амазонский фонд Марагарет Ми, задачей которого стало продолжение исследований амазонских растений путём предоставления бразильским студентам-ботаникам и иллюстраторам возможности обучаться в Великобритании или проводить полевые исследования в Бразилии
В 1990 году деятельность Маргарет Ми в области защиты окружающей среды получила признание ООН. Её имя было включено в список славы Программы защиты окружающей среды.
Дневники Маргарет Ми, которые она вела с 1956 по 1988 годы, были опубликованы в 2004 году. В издание вошли иллюстрации, созданные во время экспедиций в амазонские дождевые леса. Большая часть иллюстраций Ми вошла в коллекцию Садов Кью.

## Избранная библиография
- Mee, Margaret. Flowers of the Brazilian Forests (неопр.). — The Tryon Gallery, 1968. — ISBN B00116RHJO.
- Mee, Margaret, Smith, Lyman. Bromélias brasileiras (неопр.). — Barnes, 1969. — ISBN 0-498-06887-0.
- Mee, Margaret. Margaret Mee in Search of the Amazon Forests: Diaries of an English Artist Reveal the Beauty of the Vanishing Rainforests (англ.). — Woodbridge: Nonesuch Expeditions, 1988. — ISBN B000U8X9UK.
- Mee, Margaret, Stiff, Ruth. Margaret Mee: Return to the Amazon (неопр.). — Natural Wonders Press, 1997. — ISBN 1-905377-06-1.
- Mee, Margaret. Flowers of the Amazon (неопр.). — Pomegranate Europe Ltd, 1998. — ISBN 1-56640-043-0.
- Mee, Margaret. The Flowering Amazon: Margaret Mee Paintings from the Royal Botanic Gardens, Kew (англ.). — Natural Wonders Press, 2006. — ISBN 1-905377-06-1.